# 2012 في المجر
فيما يلي قوائم الأحداث التي وقعت خلال عام 2012 في المجر.

## سياسة

### تعيين في المنصب
- 10 مايو – يانوش أدير رئيس المجر.

## رياضة
- 29 يوليو – جائزة المجر الكبرى 2012 الفائز لويس هاملتون.

## وفيات

### سبتمبر
- 8 سبتمبر – توماس ساس (مواليد 1920)